# ブランダイス・ルール
ブランダイス・ルール（The Brandeis Rules, Brandeis's Rules）とは、アメリカ合衆国における1936年のアシュワンダー対TVA事件（Ashwander v. Tennessee Valley Authority Case）の判決において、アメリカ合衆国最高裁判所のルイス・ブランダイス判事が示した憲法判断回避の準則である。アメリカでは、アシュワンダー・ルール（Ashwander Rules）ともいう。

## 7準則
第1準則
裁判所は、友誼的・非対決的な訴訟手続においては立法の合憲性の判断をしない。
第2準則
裁判所は、憲法問題を決定する必要が生ずる前に前もって取り上げることをしない。
第3準則
裁判所は、憲法原則を、それが適用さるべき明確な事実が要求する範囲を越えて定式化しない。
第4準則
裁判所は、憲法問題が記録によって適切に提出されているとしても、その事件を処理することができる他の理由がある場合には憲法問題について判断しない。
第5準則
裁判所は、法律の施行によって侵害をうけたことを立証しない者の申立てに基づいて、その法律の効力について判断することはしない。
第6準則
裁判所は、法律の利益を利用した者の依頼で、その法律の合憲性について判断するようなことはしない。
第7準則
裁判所は、法律の合憲性について重大な疑いが提起されたとしても、その問題を回避できるような法律解釈が可能であるか否かをまず確認すべきである。

## 事例
日本でも、いわゆる税関検査事件判決はブランダイスルール準則と同様の配慮にもとづくものであるとの指摘がなされている。また、下級審ではあるが、恵庭事件判決（札幌地判1967年3月29日）も有名である。